# Federación Internacional de Asociaciones de Lucha Contra la Lepra
La Federación Internacional de Asociaciones de Lucha Contra la Lepra (abreviado ILEP) es una organización paraguas, de las catorce organizaciones no gubernamentales independientes que luchan contra la lepra.

## Funcionamiento
El objetivo de ILEP es promover y facilitar la cooperación entre diferentes organizaciones, mediante la coordinación del apoyo a los programas de lepra, la promoción de sus intereses comunes y la prestación de apoyo técnico.
Los catorce miembros de ILEP están activos en casi todos los países donde aún prevalece la lepra. Además de descubrir y tratar a nuevos pacientes, también rehabilitan a los ex leprosos discapacitados.

## Miembros
Los miembros trabajan en 65 países y apoyan una comisión técnica de expertos mundiales en lepra.